# Lenco Bear

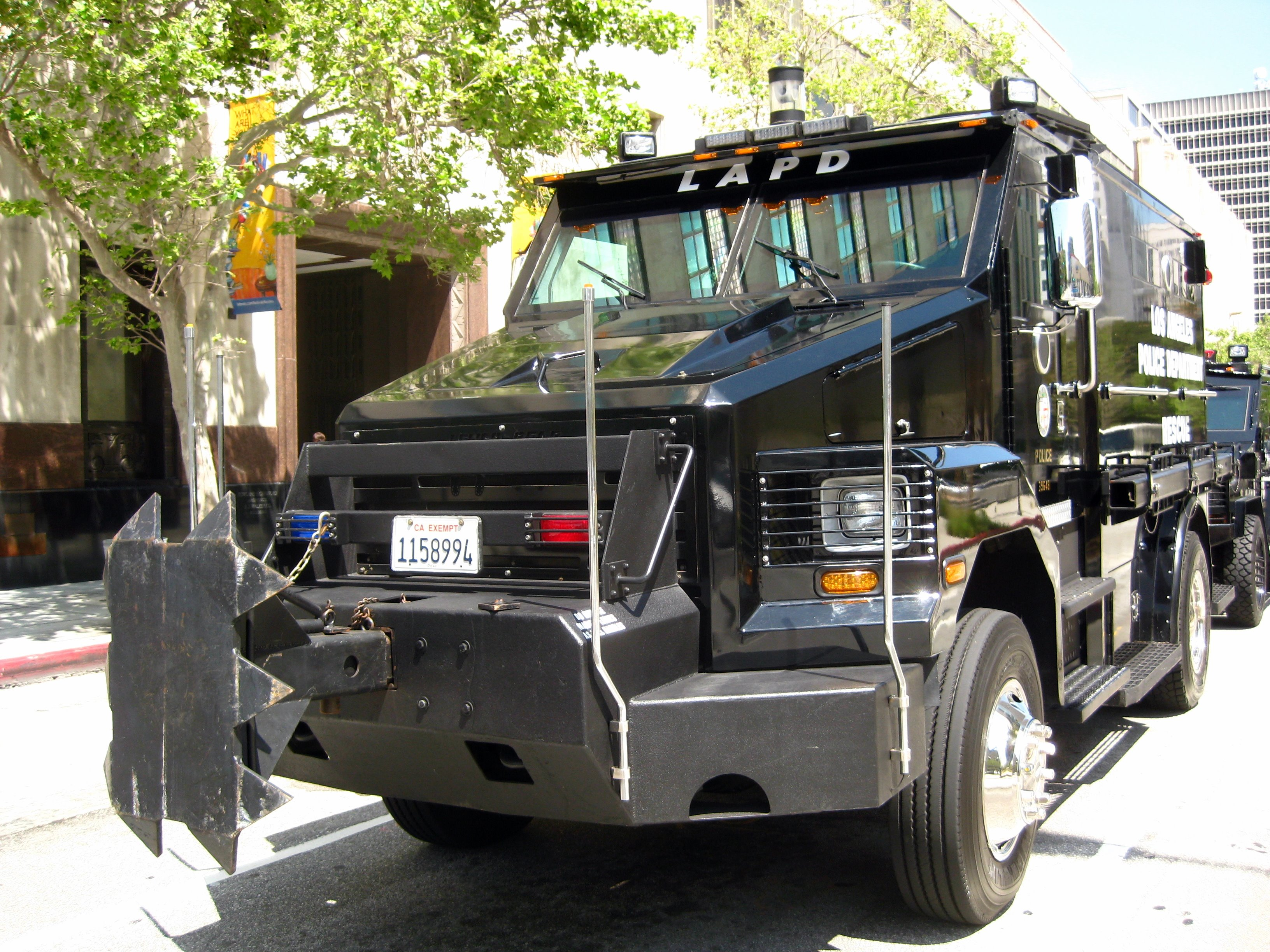

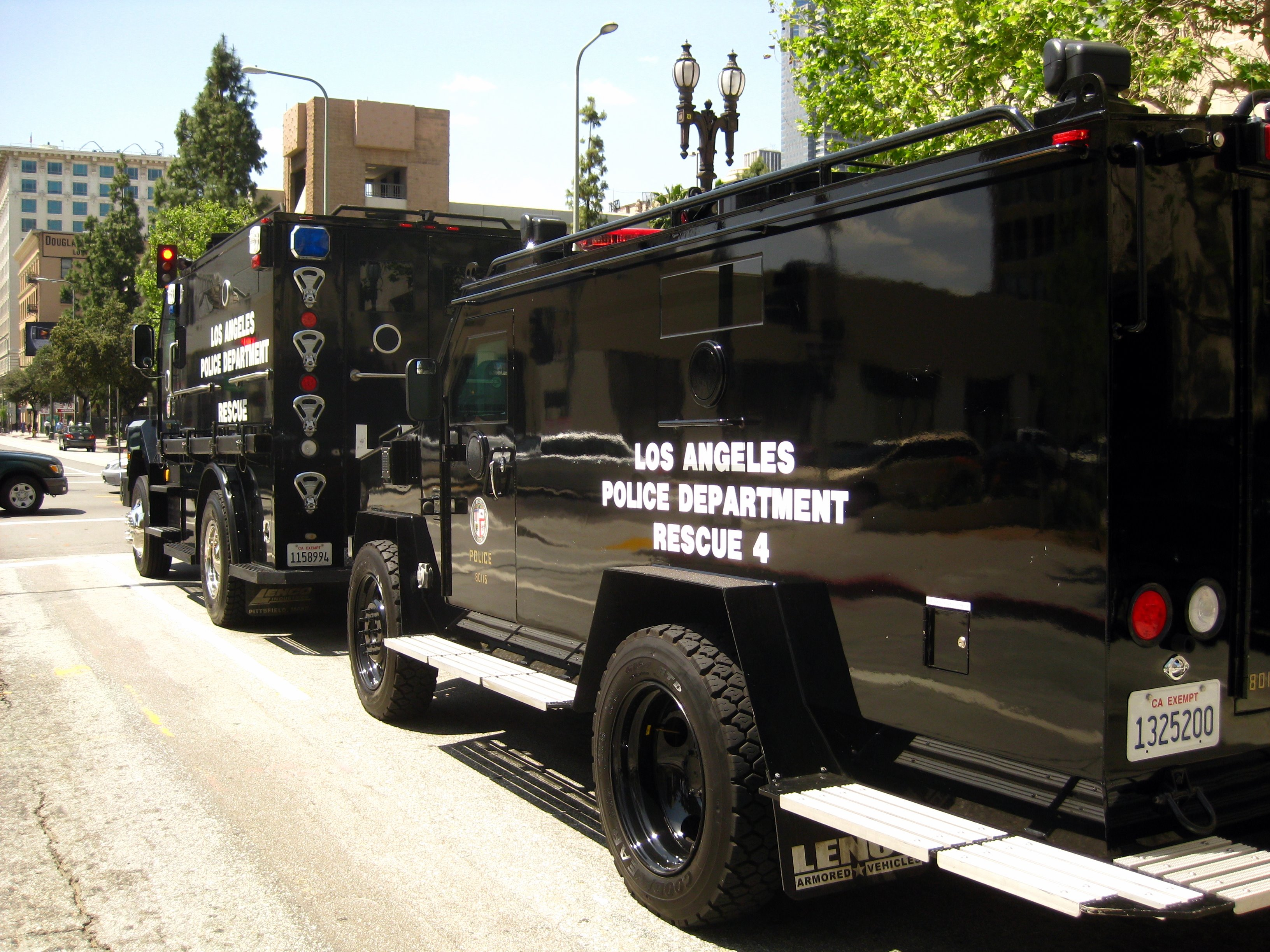

De Lenco Bear is een Amerikaanse pantserwagen die ontworpen is voor gebruik door de politie en de krijgsmacht. De naam ‘Bear’ is een acroniem dat staat voor Ballistic Engineered Armored Response

## Geschiedenis
Lenco Industries, ook bekend als Lenco Armoured Vehicles, werd in 1981 opgericht in Massachusetts en bouwt gepantserde voertuigen voor politie, leger, overheid en particuliere veiligheidsorganisaties. Inmiddels (2021) heeft Lenco meer dan 5.000 gepantserde voertuigen geproduceerd die gebruikt worden in meer dan 40 landen.
De Lenco Bear werd eind jaren ‘90 ontwikkeld, op basis van het vrachtwagenchassis van de Freightliner Business Class M2 106V. Sindsdien wordt de Bear gebruikt door verschillende Amerikaanse Tactical-teams (‘SWAT-teams’). De naam ‘Lenco B.E.A.R’ werd gepatenteerd op 30 juni 2000.

### Lenco BearCat
In 2001 ontwierp Lenco op basis van het Ford F-550 Super Duty chassis een kleinere versie van de Bear, de BearCat van ±8 ton voor 10 passagiers. Een deel van de specificaties hiervoor kwam van het Los Angeles County Sheriff’s Department Special Enforcement Bureau (SEB) dat een opvolger voor hun Cadillac Gage Ranger ‘PeaceKeeper’ pantservoertuigen zocht.

## Beschrijving
De Bear is een groot gepantserd wielvoertuig dat plaats biedt aan 16-18 personen met volledige uitrusting. De Bear wordt standaard geleverd met verschillende accessoires, waaronder een stormram om deuren of hekken te forceren.
Het voertuig heeft vier wielen, en is niet amfibisch.
Het voertuig is voorzien van een 6 cilinder 6227 cc dieselmotor van 385 pk (283 kW. Het leeggewicht is 14900 kg, het maximaal toegestane gewicht 17689 kg. De lengte van het voertuig is 8010 mm, de breedte 2600 mm en de wielbasis is 4580 mm.
De Bear is voorzien van een stalen bepantsering, ontworpen om bescherming te bieden tegen een verscheidenheid aan handvuurwapens, explosieven en IED’s.
De Lenco Bear is voorzien van een dakluik met ringaffuit, waarop verschillende wapens geplaatst kunnen worden, zoals een M249 of M2 machinegeweer, of een Mk19 granaatwerper.
De Bear kan voorzien worden van een Weapons Station (RWS), C4ISR, ‘blast protection’ (demonteerbare bepantsering voor onderkant en wielkasten) en B-Kit level protection Add-On Vehicle Armor.
Het voertuig kan ook geleverd worden als ambulance (‘medevac’), commando- en verbindingsvoertuig (‘command’),
Net als de kleinere BearCat kan de Bear worden uitgerust met een Mobile Adjustable Ramp System (MARS), een ladderinstallatie waarmee agenten toegang kunnen krijgen tot verhoogde locaties zoals ramen (tot op de tweede verdieping) of vliegtuigen. Door zijn grootte kan de Bear voorzien worden van een dubbele installatie, waarmee tegelijkertijd twee verschillende hoogtes bereikt kunnen worden.

## Gebruik
De Lenco Bear is bestemd voor het vervoer van personen over lange afstanden, voor patrouilles en beveiliging van grote terreinen zoals vliegbases. Het heeft een grote open laadruimte met zitbanken die plaats biedt aan 16-18 personen en hun uitrusting. De laadruimte heeft een grote dubbele achterdeur en extra deuren aan de zijkant voor een gemakkelijke in- of uitstap. 
Het voertuig kan ook gebruikt worden als commando- en verbindingsvoertuig of om 25-30 personen te evacueren.

## Varianten
Momenteel (2021) zijn er vier varianten van de Lenco Bear:
- Bear APC (Armored Personnel Carrier) – gepantserd personeelsvoertuig (basis versie)[9]
- Bear MARS (Mobile Adjustable Ramp System) – voertuig met dubbele, Patriot3 Inc. ‘Liberator’ hydraulische ladderinstallatie.[12]
- Bear MRAP (Mine-Resistant, Ambush Protected) - militaire variant.[13]
- Bear ARV (Armored Recovery Vehicle) - gepantserd bergingsvoertuig.[14]

## Nederland
De Nationale Politie heeft verschillende Lenco Bears en Lenco BearCat in gebruik bij de Dienst Speciale Interventies. de overkoepelende dienst die de leiding heeft bij nationale operaties van de speciale eenheden van politie en defensie, waaronder bijvoorbeeld de Aanhoudings- en Ondersteuningsteams.
De Bear heeft een bijzondere toelating van de RDW nodig. De wegbeheerder moet toestemming geven om op zijn weg te rijden. Zoals alle voertuigen die een bijzondere toelating van de RDW hebben, bv vanwege gewicht, afmetingen, opbouw of experimentele voertuigen, heeft de Bear daarom een kenteken dat begint met ZZ. Voertuigen met de ZZ-combinatie zijn vrijgesteld van de APK-plicht.